# Wrightoporia subadusta
Wrightoporia subadusta är en svampart som beskrevs av Z.S. Bi & G.Y. Zheng 1987. Wrightoporia subadusta ingår i släktet Wrightoporia och familjen Bondarzewiaceae.   Inga underarter finns listade i Catalogue of Life.